# بيتر اولوفسون (لاعب كرة قدم)
بيتر اولوفسون (بالسويدية: Peter Olofsson)‏ هو لاعب كرة قدم سويدي، ولد في 11 نوفمبر 1975 في Vännäs ‏ في السويد. لعب مع نادي هكن.